# Nerópolis (kommun)
Nerópolis är en kommun i Brasilien.   Den ligger i delstaten Goiás, i den centrala delen av landet, 150 km sydväst om huvudstaden Brasília. Antalet invånare är 24 189.
Följande samhällen finns i Nerópolis:
- Nerópolis

Omgivningarna runt Nerópolis är huvudsakligen savann. Runt Nerópolis är det ganska tätbefolkat, med 108 invånare per kvadratkilometer.